# Металлопокалипсис
Metalocalypse (в переводе канала 2x2 — «Металлопокалипсис») — мультсериал производства Adult Swim, рассказывающий про вымышленную скандинаво-американскую группу Dethklok. В озвучке персонажей мультфильма принимают участие музыканты групп Metallica, Nevermore, Arch Enemy, King Diamond, Cannibal Corpse, Dimmu Borgir, Emperor, гитарист Марти Фридмен, а также актёр Малкольм Макдауэлл. На данный момент отснято полных 4 сезона и полнометражный мюзикл. 12 мая 2021 года в твиттер-аккаунте Adult Swim было объявлено, что в настоящее время в производстве находится фильм формата direct-to-video, позже было объявлено, что он также будет выпущен на HBO Max.

## Сюжет
Эта группа настолько популярна, что она практически поработила мир. Dethklok живут исключительно по законам, которые им диктует тяжелая музыка, а поклонники группы живут по законам, которые им диктуют песни Dethklok. Это значит, что если в песне есть слова «убей себя», именно так большинство и поступит. В том случае, если группа становится эндорсером какой-то компании, это автоматически означает, что все начинают покупать товары только этой марки. Разумеется, при подобных раскладах гонорары Dethklok зашкаливают. Точно оценить финансовое состояние группы не представляется возможным, но озвученный факт, что по своему экономическому состоянию она занимает 12 место в мире (а этот рейтинг такой страны, как Бельгия), говорит о том, что ежегодный заработок Dethklok составляет порядка нескольких сотен миллиардов долларов.
Концерты группы пользуются печальной славой — они необычайно жестоки, что проявляется в нанесении вреда значительной части публики, приходящей на концерт. Даже попытки Dethklok сделать что-нибудь, направленное на благотворительность, оборачивается большим количеством жертв. Пример безграничной жестокости хорошо продемонстрирован в премьерной серии: огромную металлическую коробку, служащую Dethklok сценой, сбрасывают с вертолета на место проведения концерта, но по ошибке она попадает не на специальную заготовленную площадку, а прямо в толпу, похоронив под собой немалую часть зрителей.
Несмотря на известную опасность и большую вероятность быть убитыми или покалеченными, люди продолжают любить Dethklok и готовы на всё, чтобы попасть на её живое выступление. Для этого при входе на концертную площадку они подписывают специальный документ, согласно которому они заранее отказываются от всех возможных претензий по отношению к группе в том случае, если после концерта они не досчитаются какой-то части тела или более того — окажутся убитыми.
Dethklok живут в гористой местности в огромном особняке, который называется «Mordhaus» (от немецких слов «Mord» — «убийство» и «haus» — «дом»).
Всех участников группы отличает склонность к психопатии и полное равнодушие ко всему, что не касается их контрактов. Сказочное богатство позволяет им практически всегда выходить сухими из воды. Все они одержимы «жестокостью» и «металом»; совершат или не совершат музыканты тот или иной поступок во многом зависит от того, насколько этот поступок, по их мнению, соответствует «металу». Два участника Dethklok страдают от хронического алкоголизма, поэтому многие сюжеты сериала завязаны на теме пьянства… Также присутствует «Murdercycle» — мотоцикл с пятью посадочными местами, управляемый Нэйтаном, вокалистом Dethklok.
Группа представляет собой объект, на который направлен пристальный интерес различных тайных обществ, неформальных объединений и даже сект. Некоторые из них стремятся прекратить деятельность группы, другие — использовать группу каким-либо образом в своих целях.
Одно из наиболее значимых подобных обществ именует себя «Трибуналом». В каждом эпизоде сериала оно всячески старается сунуть в колёса громадной машины Dethklok палки, что, как правило, добавляет ситуации юмора.

### Dethklok
- Нэйтан Эксплоужен (Nathan Explosion) — вокалист.
- Уильям Мёрдерфэйс (William Murderface) — бас-гитарист.
- Барабанщик Пиклз (Pickles the Drummer) — барабанщик.
- Токи Вортус (Toki Wartooth) — ритм-гитарист.
- Сквизгаар Сквигельф (Skwisgaar Skwigelf) — соло-гитарист.

### «Трибунал»
Комизм также вносит тайное общество, называющее себя «Трибунал» и пытающееся всяческими способами избавиться от Dethklok, но все их попытки тщетны.
Однако следует заметить, что глава данного «Трибунала», как оказывается, делает все, чтобы группе не было нанесено никакого ущерба. Практически все силовые попытки министра обороны США генерала Кроцлера, глава «Трибунала» либо игнорирует, либо направляет в нужное для группы русло.

### Место действия
Местом действия мультсериала является практически вся планета Земля, в том числе и наиболее экзотичные её места (например, глубины океана или дикие острова). Множество серий демонстрирует концертные выступления группы в различных городах различных стран.
Существенную часть мультсериала занимают действия в Мордхаузе — доме группы, который, по сути, является небольшим, но очень хорошо укрепленным и высокотехнологичным городом-крепостью с армией преданных слуг, которые всегда одеты в форму палачей.
Многое из того, что относится к имуществу группы (Мордхауз, внутренние помещения, транспорт), построено или сконструировано в определённой и легко узнаваемой стилистике, которая напрямую ассоциируется с группой: сочетание чёрного и красного цветов, обилие заостренных деталей, подавляющая монументальность.

## Metalocalypse: The Doomstar Requiem
Специальный полнометражный выпуск-мюзикл, продолжающий основную сюжетную линию мультсериала. Рассказывает о поисках похищенного Токи Вортуса и Абигейл. Для спасения друзей группе приходится признать, что они стали семьёй друг для друга и объединиться против собственных кошмаров.

## Metalocalypse: Army of the Doomstar
Полнометражный выпуск, вышедший 22 августа 2023 года и продолжающий основную сюжетную линию мультсериала. Группа пытается остановить Металлопакалипсис, вызванный появлением Роковой звезды.

## Оригинальная озвучка

### Главные персонажи
- Брендон Смолл (Brendon Small) — Нейтан Эксплоужен (Nathan Explosion), Пиклз (Pickles), Сквизгаар Сквигельф (Skwisgaar Skwigelf), Чарльз Оффденсен (Charles Offdensen) и другие
- Томми Блача (Tommy Blacha) — Вильям Мёрдерфейс (William Murderface), Токи Вортуз (Toki Wartooth), Доктор Роксо (Dr. Rockso) и другие
- Марк Хэмилл — Сенатор Стемпингстон (Senator Stampingston), Жан-Пьер (Jean-Pierre), Mr. Salatcia и другие
- Виктор Брендт (Victor Brandt) — Генерал Кружер (General Crozier), Кардинал Рэйвенвуд (Cardinal Ravenwood) и другие
- Малкольм Макдауэлл (Malcolm McDowell) — Vater Orlaag и другие

### Второстепенные персонажи
- Лорейн Ньюман: («The Curse of Dethklok») — «Новостной Репортер», «Бабуля», «GMILF»; («Dethfam») — «Роза Эксплоужн (Мать Нейтана)», «Мать Пиклза», «Сервета Сквигельф (Мать Сквизгаара)»
- Джон Шнепп («Birthdayface or Happy Dethday») — «Dr. Gibbits»; («Skwisklok») — «Video Director»
- Лаура Сильверман («Girlfriendklok») — «Rebecca Nightrod»; («Dethstars»)
- Энди Ричтер («Dethstars») — «J.F. Amarth»

### Приглашённые музыканты
| Гость            | Группа | Номер: название эпизода | Озвученные персонажи                                                             |
| ---------------- | --- | --- | -------------------------------------------------------------------------------- |
| Майкл Эмотт      | Arch Enemy Carcass | 109: Snakes 'n' Barrels 216/217: Snakes 'n' Barrrels II                                                                                                  | Antonio Tony DiMarco Thunderbottom                                               |
| Эмили Отем       | Emilie Autumn | 110: Fatklok | (Performed all violins)                                                          |
| Warrel Dane      | Nevermore ex-Sanctuary | 109: Snakes 'n' Barrels 216/217: Snakes n' Barrels II | Sammy Candynose Twinskins                                                        |
| King Diamond     | King Diamond Mercyful Fate                                                                                                  | 111: Skwisklok 105: Murdering Outside the Box 113: Go Forth and Die 114: Bluesklok                                                                       | Ronald von Monoldburg Employee 421 Мененджер Dimmu Burger Дьявол Блюза           |
| Джордж Фишер     | Cannibal Corpse Paths of Possession ex-Monstrosity                                                                          | 113: Go Forth and Die 114: Bluesklok 115: Dethkids 120: The Metalocalypse Has Begun 203: Dethvengeance 212: The Revengencers 219/220: Black Fire Upon Us | Dimmu Burger customer Depressed Fool’s Cap Hippie Футболист Ниндзя в метал-маске |
| Марти Фридмен    | ex-Cacophony ex-Hawaii ex-Megadeth                                                                                          | 211: Dethrace | Mr. Gojira                                                                       |
| Ангела Госсов    | Arch Enemy | 213: Klokblocked 219/220: Black Fire Upon Us | Lavona Succuboso                                                                 |
| Кирк Хэмметт     | Metallica ex-Exodus | 101: The Curse of Dethklok 103: Birthdayface/Happy Dethday 104: Dethtroll 310: Doublebookedklok                                                          | Фан с Отрезанными Пальцами Королева Дании Бармен Charles' Assistant Klokateer    |
| Джэймс Хэтфилд   | Metallica | 101: The Curse of Dethklok 103: Birthdayface/Happy Dethday 104: Dethtroll 106: Dethkomedy 201: Dethecution                                               | Goat Снайпер Mustakrakish Моряк Lorkey Заключенный                               |
| Gene Hoglan      | Death Dark Angel Strapping Young Lad Testament Dethklok Zimmer's Hole                                                       | 214: Dethsources | Health Inspector                                                                 |
| ICS Vortex       | Dimmu Borgir Arcturus ex-Borknagar Lamented Souls                                                                           | 204: Dethdoubles 207: Dethwedding 209: Dethcarraldo | Двойник Нэйтана Другой друг Сета (неизвестно)                                    |
| Исан             | Emperor | 205: Dethfashion | Eric von Weichlinghammer                                                         |
| Майк Кенелли     | Dethklok Solo Artist Mike Keneally & Beer For Dolphins/The Mike Keneally Band ex-Ulver Steve Vai Frank Zappa The Mistakes Z | 201: Dethecution | Comdemned Prisoners & Barbecue Dad                                               |
| Jeff Loomis      | Nevermore | 108: Performance Klok | Отец Мёрдерфэйса                                                                 |
| Майк Паттон      | Faith No More Mr. Bungle Tomahawk Lovage Fantômas The Dillinger Escape Plan Peeping Tom                                     | 216/217 Snakes 'n' Barrels II | Rikki Kixx                                                                       |
| Самот            | Emperor Zyklon | 205: Dethfashion | von Weichlinghammer’s Assistant                                                  |
| Silenoz          | Dimmu Borgir | 201: Dethecution 207: Dethwedding 209: Dethcarraldo | Aftermath Person with No Arms Друг Сета (неизвестно)                             |
| Steve Smyth      | ex-Nevermore ex-Dragonlord                                                                                                  | 109: Snakes 'n' Barrels 216/217: Snakes n' Barrels II | Snizzy Snazz Bullets                                                             |
| Trym Torson      | Emperor Zyklon ex-Enslaved                                                                                                  | 205: Dethfashion | Ассистент von Weichlinghammer’а                                                  |
| Девин Таунсенд   | the Devin Townsend Band ex-Steve Vai ex-Strapping Young Lad ex-Wildhearts                                                   | 206: Cleanzo 207: Dethwedding 208: P. R. Klok | Bink Bonk Blammymatazz Dr. Mil-miniman Lanillim Swimwamly Zit-faced Fan          |
| War (Sam Cuadra) | Apocalyptic Visions | Metalocalypse TV commercial | (Приглашённый вокал)                                                             |
| Дэйв Грол        | Foo Fighters ex-Nirvana | 310: Doublebookedklok | Abdule Malik                                                                     |

## Перевод сериала

### Перевод сериала в России
В России официальный перевод осуществлялся телеканалом 2х2 и специально для трансляции по телевидению, роли озвучили актёры — Олег Куценко, Александр Груздев, Андрей Бархударов, Евгений Рыбов и Елена Чебатуркина.

### Перевод сериала в других странах
Для немецкой премьеры, назначенной на 29 июня 2010 года, для озвучивания персонажей были приглашены известные немецкие музыканты: Миланд «Милле» Петроцца из группы «Kreator», Марсель «Шмир» Ширмер из группы «Destruction», Доро Пеш, а также Альф Атор из группы «Knorkator».